# Анантарика-карма
Анантарика-карма или анантарика-камма (пали ānantarika-kamma, санскр. ānantarika-karma) — в буддизме это тяжкое преступление, которое в результате кармического процесса немедленно приводит к ужасным последствиям. Слово «анантарика» происходит от «ан» (без) и «антара» (интервал), другими словами, воздаяние происходит в следующей жизни без промедления, то есть совершивший этот поступок попадает в ад. Такие действия настолько отвратительны, что даже небуддисты должны их избегать. Считается, что совершение такого преступления не позволит преступнику достичь в этой жизни стадий сотапанны, сакадагами, анагамина или архата. 
К этим тяжким проступкам относятся:
- умышленное убийство отца,
- умышленное убийство матери,
- убийство архата (полностью просветлённого существа),
- проливание крови Будды,
- создание раскола (ереси) в сангхе, сообществе буддийских монахов и монахинь.

В буддизме махаяны эти пять преступлений называются панчанантарьей (санскр. pañcānantarya) и упоминаются в «Сутре, проповедуемой Буддой о полном исчезновении Дхармы».

## Девадатта
Девадатта известен тем, что несколько раз пытался убить Будду Шакьямуни. Однажды он сбросил на него большой камень. Девадатта промахнулся, но осколок камня до крови поранил ногу Будды. В другой раз опоил слона Налагири и натравил его на Будду. Будда усмирил слона любящей добротой. Согласно Сутта-питаке, после нескольких попыток убить Будду Шакьямуни, Девадатта основал свой собственный монашеский орден, расколов сангху. Стремясь стать лидером общины монахов, он предложил пять жёстких правил, которых Будда не устанавливал. Аргументация Девадатты заключалась в том, что после того, как он предложил эти правила, а Будда их не одобрил, Девадатта всё же следовал и соблюдал эти пять правил, что сделало его среди монахов лучше и чище. Одно из этих пяти дополнительных правил требовало, чтобы монахи были вегетарианцами. В «Амитаюрдхьяна сутре» говорится, что Девадатта убедил принца Аджатасатту убить своего отца, царя Бимбисару, и взойти на трон. Аджатасатту последовал этому совету, и это действие помешало ему достичь просветления в более позднее время, когда он слушал учение Будды. Девадатта — единственный представитель ранней буддийской традиции, совершивший две анантарика-кармы.

## Царь Суппабуддха
Король Царь был отцом Девадатты и Яшодхары и тестем принца Сиддхартхи. Однажды Супабуддха преградил Будде путь, отказался уступить дорогу и отправил послание, в котором говорилось: «Я не могу уступить дорогу Будде, который намного моложе меня». Обнаружив, что дорога перекрыта, Будда и монахи повернули назад. При этом Будда сказал Ананде: «Поскольку царь отказался уступить дорогу Будде, он сотворил плохую камму, и вскоре ему придется столкнуться с последствиями». Говорят, что царь умер на седьмой день после этих событий. Он упал с лестницы, умер и обрёл неблагое перерождение, будучи неспособным избежать последствий своей злой каммы (согласно буддийской вере). Согласно предсказанию Будды земля поглотила его. Сказано: «Итак, царь спустился по лестнице, и как только он ступил на землю, она открылась, поглотила его и потащила прямо в Авичи Нирайе».

## Карма
Буддисты считают, что любой, кто производит анантарика-карму, попадёт в ад. Пять различных поступков, каждый из которых производит анантарика-карму, являются единственными действиями, которые приводят к определённому результату.
Источники утверждают, что ближе к концу жизни Девадатта искренно раскаялся, сумел приблизиться к Будде, вновь обрёл прибежище в Тройной драгоценности и вскоре после этого умер. Из-за тяжести своих поступков он в течение нескольких сотен тысячелетий пребывал в Авичи. Однако также было сказано, что в конечном итоге он окажется на небесах как пратьекабудда благодаря своим прошлым заслугам до падения.
В «Саманняпхала-сутте» ДН2 Гаутама Будда сказал, что если бы Аджатасатту не убил своего отца, он достиг бы состояния сотапанны. Но из-за убийства это стало невозможно.
В буддизме Махаяны, однако, при определённых условиях допускается возможность того, что совершившие пять злодеяний всё же избегнут немедленного перерождения в аду. Так, весьма популярная в дальневосточной буддийской традиции «Амитаюрдхьяна сутра» гласит, что если подобные грешники перед смертью встретят хорошего учителя и, последовав его совету, десятикратно призовут имя Будды Амитаюса, то они сразу после смерти окажутся в Чистой земле Сукхавати. Время пребывания в закрытом бутоне лотоса, однако, для них будет гораздо более долгим, чем для всех остальных. Представление о том, что пять злодеяний могут быть искуплены уже в этой жизни, существует и в тибето-монгольской традиции: к примеру, в дидактической повести «История Чойджид-дагини», первоначально созданной в Тибете и затем переведённой на монгольский язык, прямо говорится: «Если покаяться, используя четыре способа, то очистятся даже пять неискупных грехов».